# Illviðrishnúkur (bergstopp i Island, lat 65,62, long -19,85)
Illviðrishnúkur är en bergstopp i republiken Island. Den ligger i regionen Norðurland vestra, 190 km nordost om huvudstaden Reykjavík. Toppen på Illviðrishnúkur är 900 meter över havet.
Trakten runt Illviðrishnúkur är nära nog obefolkad, med mindre än två invånare per kvadratkilometer. Närmaste större samhälle är Sauðárkrókur, omkring 18 kilometer nordost om Illviðrishnúkur. Trakten runt Illviðrishnúkur består i huvudsak av gräsmarker.